# Kim Yarbrough
Kim Yarbrough (Memphis, 29 aprile 1961) è una cantante e attrice statunitense.

## Carriera
Kim ha iniziato a recitare all'età di 8 anni. Il suo primo ruolo è stato nel film "2081" come Orchestra Member. È comparso in grande serie tv come "Bones" e "Sonny with a Chance" . Yarbrough poi apparso nel film TV "di papà a casa" come Doris. Kim sarà anche un ruolo ricorrente come la signora Labuef sulla nuova serie televisiva Nickelodeon, I fantasmi di casa Hathaway (The Haunted Hathaways).

## The Voice
| Episodio | Round                    | Canzone                  | Risultato |
| 2        | Blind Auditions          | "Tell Me Something Good" | Vinto     |
| 7        | Battle Rounds            | "No More Drama"          | Vinto     |
| 12       | Live Performances        | "Rolling in the Deep"    | Eliminata |
| 13       | Last Chance Performances | "Spotlight"              | Eliminata |

## Filmografia

### Attrice

#### Cinema
- 2081, regia di Chandler Tuttle - cortometraggio (2009)
- Mushroom Pizza, regia di Kyle R. Wade - cortometraggio (2011)
- Somewhere Slow, regia di Jeremy O'Keefe (2013)
- Just a Dream, regia di Fred Thomas Jr. - cortometraggio (2014)
- Il segreto dei suoi occhi (Secret in Their Eyes), regia di Billy Ray (2015)
- Charlie Says, regia di Mary Harron (2018)
- Attachments, regia di Richard Krevolin (2019)

#### Televisione
- Bones – serie TV, episodi 5x8 (2009)
- Sonny tra le stelle (Sonny with a Chance) – serie TV, episodi 2x3 (2010)
- Papà per due (Dad's Home), regia di Bradford May – film TV (2010)
- The Defenders – serie TV, episodi 1x1 (2010)
- Dexter – serie TV, episodi 5x10-5x11 (2010)
- Conan – serie TV, episodi 1x17-1x26-1x82 (2010-2011)
- C'è sempre il sole a Philadelphia (It's Always Sunny in Philadelphia) – serie TV, episodi 7x5 (2011)
- Grace, regia di Lesli Linka Glatter – film TV (2011)
- Hollywood Heights - Vita da popstar (Hollywood Heights) – serie TV, episodi 1x48 (2012)
- Vegas – serie TV, episodi 1x4 (2012)
- 2 Broke Girls – serie TV, episodi 2x5 (2012)
- Southland – serie TV, episodi 5x4 (2013)
- New Girl – serie TV, episodi 3x19 (2014)
- Mixology – serie TV, episodi 1x11 (2014)
- Mystery Girls – serie TV, episodi 1x9 (2014)
- Hot in Cleveland – serie TV, episodi 5x24 (2014)
- I fantasmi di casa Hathaway (The Haunted Hathaways) – serie TV, 4 episodi (2013-2014)
- When Duty Calls, regia di Bradford May – film TV (2015)
- The Mindy Project – serie TV, episodi 3x16 (2015)
- Mom – serie TV, episodi 2x21 (2015)
- Faking It - Più che amiche (Faking It) – serie TV, episodi 2x11 (2015)
- The Grinder – serie TV, episodi 1x18 (2016)
- The Soul Man – serie TV, episodi 5x1 (2016)
- Lady Dynamite – serie TV, episodi 1x3 (2016)
- Life in Pieces – serie TV, episodi 2x11 (2017)
- Jane the Virgin – serie TV, episodi 1x8-3x11 (2014-2017)
- Great News – serie TV, episodi 2x1 (2017)
- Me, Myself and I – serie TV, episodi 1x2 (2017)
- Henry Danger – serie TV, episodi 4x4 (2017)
- Sideswiped – serie TV, episodi 1x6 (2018)
- Knight Squad – serie TV, episodi 2x4 (2019)
- 9-1-1 – serie TV, episodi 2x12 (2019)
- Sneaky Pete – serie TV, episodi 3x2 (2019)
- Veronica Mars – serie TV, episodi 4x5 (2019)
- Good Trouble – serie TV, episodi 2x12 (2020)
- Cherish the Day – serie TV, episodi 1x3-1x6 (2020)

## Discografia

### Album
| Anno | Dettagli                                                                                              | Posizione | Posizione |
| Anno | Dettagli                                                                                              | US        | US Heat   |
| ---- | --- | --------- | --------- |
| 2013 | Brand New Day (Strong Enough) - Rilasciato:2013 - Casa discografica: - Formato: CD, download digitale | -         | -         |

### Riproduzioni estese
| Anno | Dettagli                                                                       | Posizione | Posizione |
| Anno | Dettagli                                                                       | US        | US Heat   |
| ---- | ------------------------------------------------------------------------------ | --------- | --------- |
| 2009 | Dharma 888 - Released: 26 maggio 2009 - Label: - Format: CD, download digitale | -         | -         |